# NGC 931
NGC 931 is een spiraalvormig sterrenstelsel in het sterrenbeeld Driehoek. Het hemelobject werd op 26 september 1865 ontdekt door de Duits-Deens astronoom Heinrich Louis d'Arrest.

## Synoniemen
- PGC 9399
- UGC 1935
- IRAS02252+3105
- MCG 5-6-49
- ZWG 504.89
- MK 1040
- KUG 0225+310